# Diafragma (acústica)
En el camp de l'acústica, un diafragma és un transductor que converteix, amb qualitat i fidelitat, el moviment mecànic en so i viceversa.
Normalment es construeix en forma de membrana o làmina prima que pot ser de diferents materials. Les ones sonores que viatgen per l'aire generen una pressió variable, la qual cosa provoca vibracions sobre el diafragma que són capturades en forma d'energia.

## Diafragma en altaveus
En un altaveu, un diafragma, generalment, és prim. La seva membrana, semirrígida, unida a la bobina de veu, quan es mou en un espai magnètic fa vibrar el diafragma i produeix so. Els diafragmes es poden trobar en els auriculars i micròfons.
Els difragmes amb qualitat de gamma mitjana i baixa es fabriquen, generalment, amb paper o materials compostos de paper, materials plàstics com el polipropilè o fibra mineral farcida de propilè. Aquests materials tenen una relació excel·lent de resistència / pes i tendeixen a ser relativament resistents a la flexió durant llargs períodes. Això permet que el conductor reaccioni ràpidament durant les transicions en la reproducció musical (és a dir, canviar ràpidament els impulsos transitoris) i que minimitzi la distorsió de sortida acústica.
Altres materials utilitzats per als diafragmes inclouen polipropilè (PP), policarbonat (PC), Mylar (PET), seda, fibra de vidre, fibra de carboni, titani, alumini, aliatge d'alumini i magnesi, níquel, i beril·li. Un diafragma per a sons greus de 12 polzades de diàmetre (300 mm) amb un peak-to-peak (amplitud d'ona) de 0.5 polzades en 60 Hz sofreix una acceleració màxima de 92 "g"s.
Els diafragmes o cons fets de paper representen aproximadament el 85 % dels cons que es venen a tot el món. La capacitat del paper (fet de cel·lulosa) per ser modificat per diferents productes químics o mitjans mecànics fan que sigui un material amb un avantatge pràctic en el seu processament superant a altres materials més comuns.
L'objectiu del diafragma d'un con envolvent (surround) és reproduir amb la màxima exactitud la forma de l'ona del senyal de veu. La distorsió acústica es causada per la reproducció inexacta del senyal de veu .

## Diafragma en micròfons
Els micròfons poden ser considerats com altaveu invertits. Les ones sonores copegen la membrana del diafragma, fent-lo vibrar. A diferència dels diafragmes dels altaveus, els diafragmes dels micròfons,, tendeixen a ser molt prims i flexibles, ja que han d'absorbir tant so com puguin. En un micròfon de condensador, el diafragma es col·loca davant d'una placa que carregada amb electricitat. En un micròfon dinàmic, el diafragma s'enganxa a una bobina magnètica, similar a la d'un altaveu dinàmic. (De fet, un altaveu dinàmic pot ser utilitzat com a micròfon.)
El diafragma d'un micròfon funciona d'una manera similar al timpà de l'oïda humana.